# Kirche Friedland (Ostpreußen)

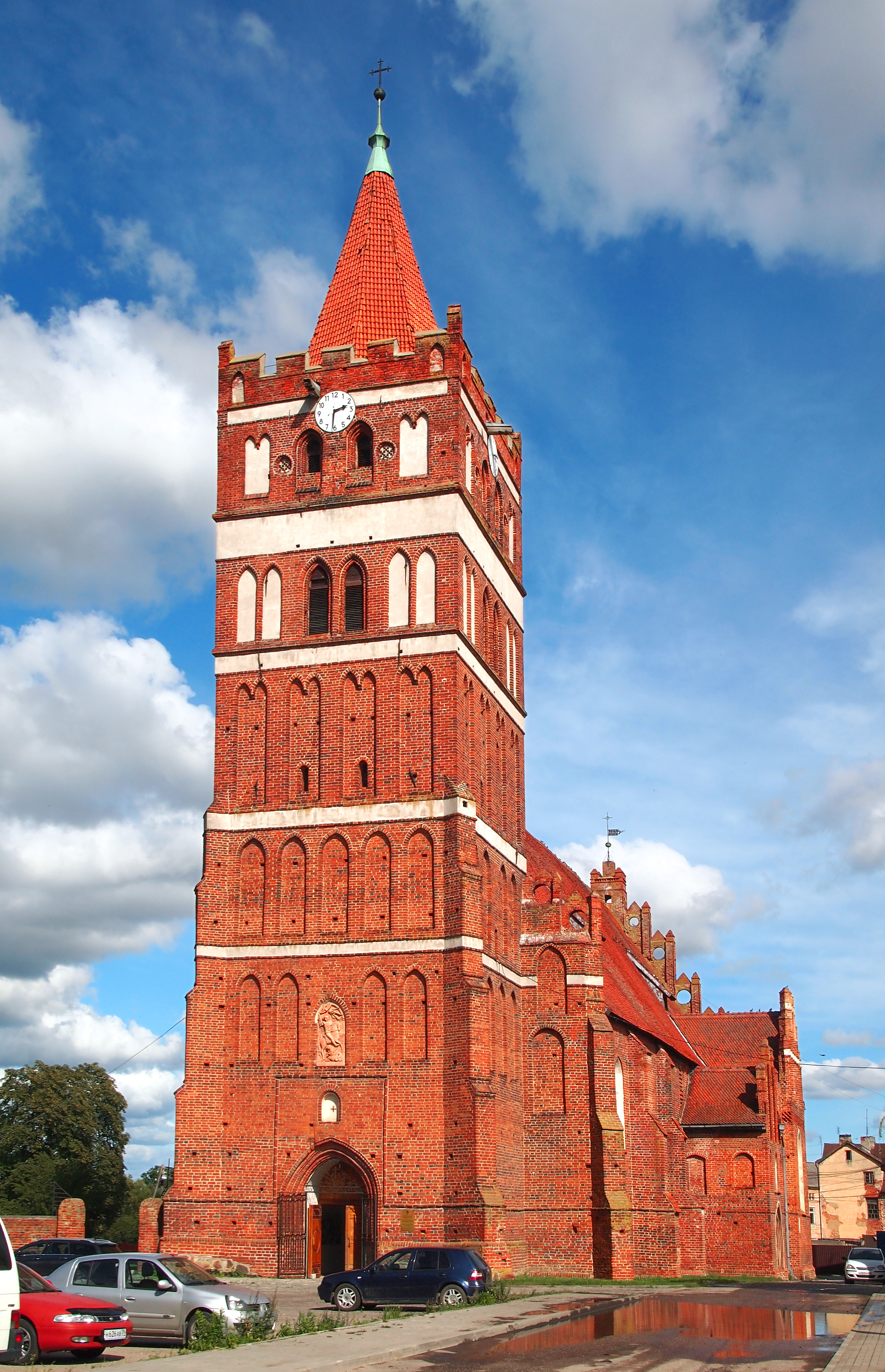
Kirche Friedland (2016)

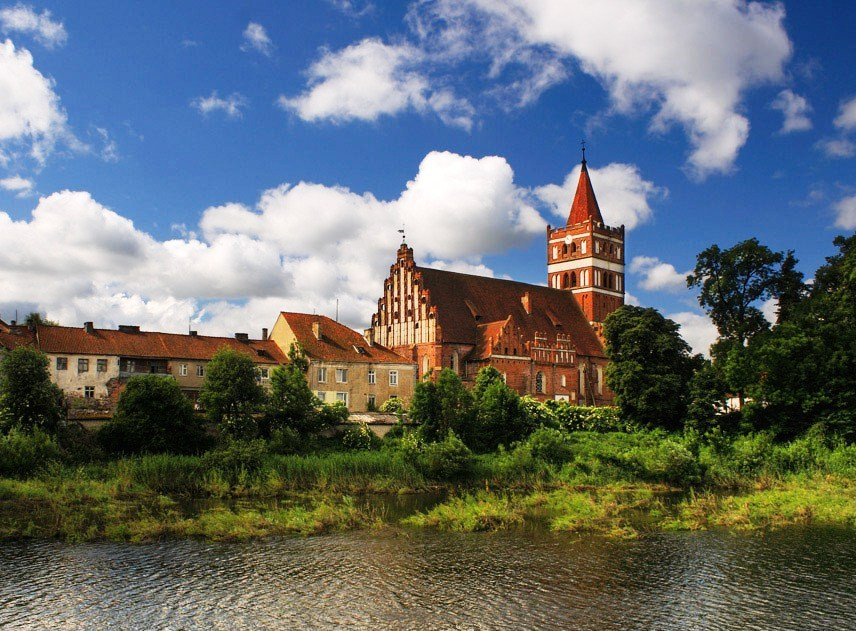
Kirche Friedland (2018)

Die Kirche Friedland (russisch Кирха Фридланд Kircha Fridland) war das Gotteshaus des heute Prawdinsk (russisch Правдинск) genannten Ortes (bis 1946 Friedland in Ostpreußen). Die ältesten Teile des noch existierenden Gebäudes stammen aus der zweiten Hälfte des 14. Jahrhunderts. Ursprünglich war die Kirche ein römisch-katholisches, bis 1945 ein evangelisches und seit 1990 als Sankt-Georg-Kirche (russisch Православный храм во имя святого Великомученика и Победоносца Георгия) ein russisch-orthodoxes Gotteshaus.

## Geographische Lage
Das heute russische Prawdinsk liegt 50 Kilometer südöstlich von Königsberg (Kaliningrad). Der Ort ist eine Kleinstadt innerhalb des Rajons Prawdinsk der Oblast Kaliningrad.

## Kirchengebäude
In ihren Anfängen entstand die Friedländer St.-Georgs-Kirche im Jahre 1313 aus Holz. Bei einem Einfall der Litauer brannte sie 1347 nieder, wurde aber 1360 bis 1380 dann als gemauerter Saalbau mit Sakristei und Turm wiedererrichtet. Vor Ende des 15. Jahrhunderts erhielt das Gotteshaus in erheblichem Maße Umbauten. So entstand durch die Anlage von zwei Pfeilerreihen eine dreischiffige Basilika mit sieben Jochen.
An den Seitenwänden baute man 1506 auf der Südseite die St.-Anna-Kapelle an, die später als Privatkapelle der Familie von Proeck genutzt wurde; nach 1521 kamen weitere Kapellen auf der Nordseite hinzu.

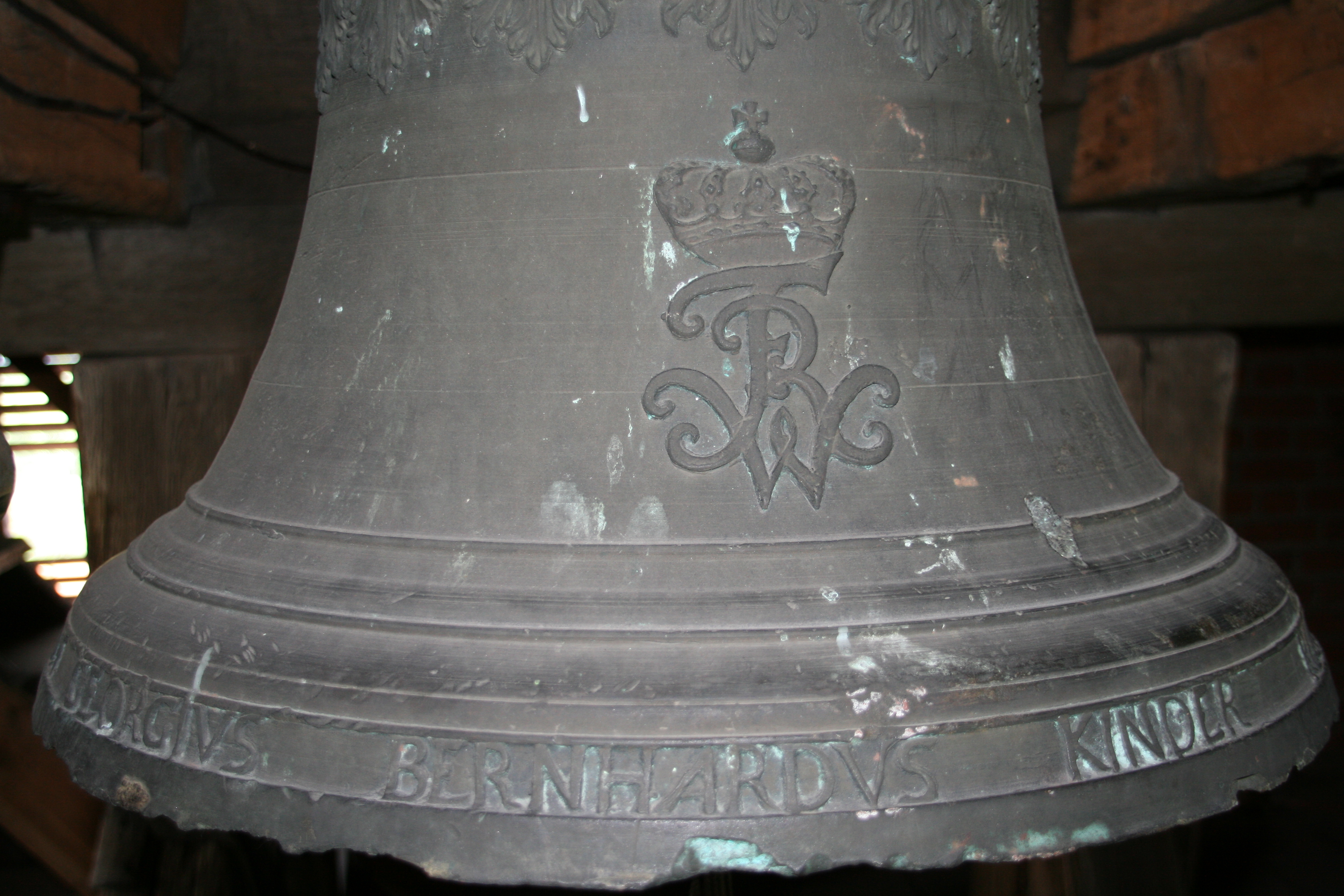
Detail der Kirchenglocke

Die wertvolle Kunstausstattung der Kirche wurde 1948 geraubt. Von den einst drei Glocken hat eine den Krieg auf dem Hamburger Glockenfriedhof überdauert und läutet heute in der Kirche zu Langenhagen in Niedersachsen. Sie stammt aus dem Jahr 1746 und wurde in der Königsberger Glockengießerei Dörling angefertigt. Die beiden anderen Glocken sind im Glockenturm verblieben. Die größere Glocke stammt aus dem Jahr 1729 und trägt noch das Monogramm Friedrich Wilhelms I. von Preußen FWR.

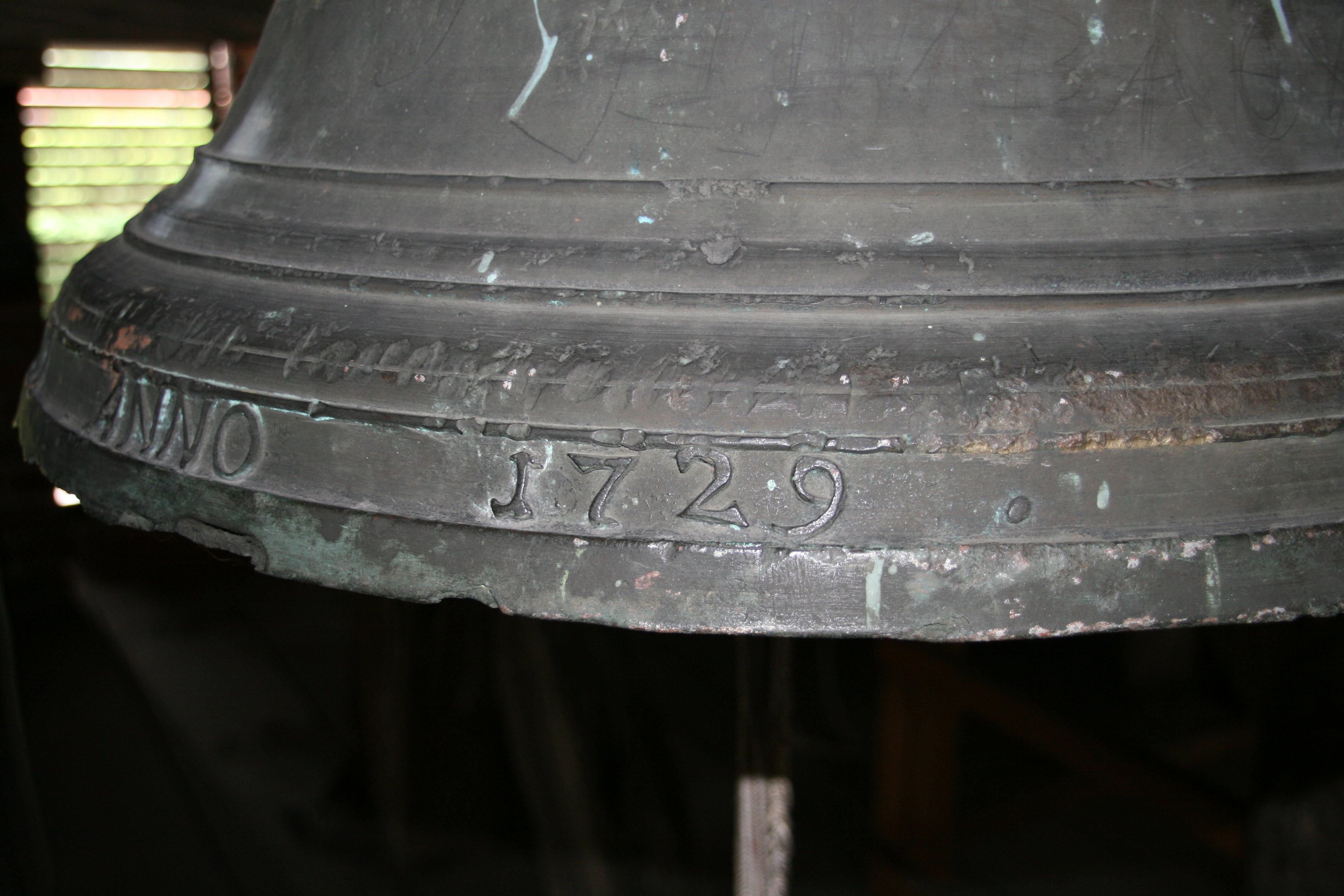
Detail der Kirchenglocke

Zwischen 1961 und 1991 wurde die Kirche zweckentfremdet und diente als Lagerhalle der Konsumgenossenschaft, bis sie – auch mit starker Unterstützung ehemaliger Friedländer Kirchenmitglieder – ausgebessert wurde und nun Gotteshaus der russisch-orthodoxen Kirche ist.

## Geschichte

### Bis 1945
Seit Einführung der Reformation bis zum Jahre 1945 bestand eine evangelische Kirchengemeinde in Friedland. Gehörte sie einstmals zur Inspektion des Oberhofpredigers in Königsberg (heute Kaliningrad), so war sie dann in den Kirchenkreis Friedland, der ab 1927 in den Kirchenkreis Bartenstein (heute polnisch: Bartoszyce) umfunktioniert wurde, integriert. Sie lag im Bereich der Kirchenprovinz Ostpreußen der Kirche der Altpreußischen Union. Vor 1912 zählte die Gemeinde 4500 Gemeindeglieder.

### Kirchspielorte (bis 1945)

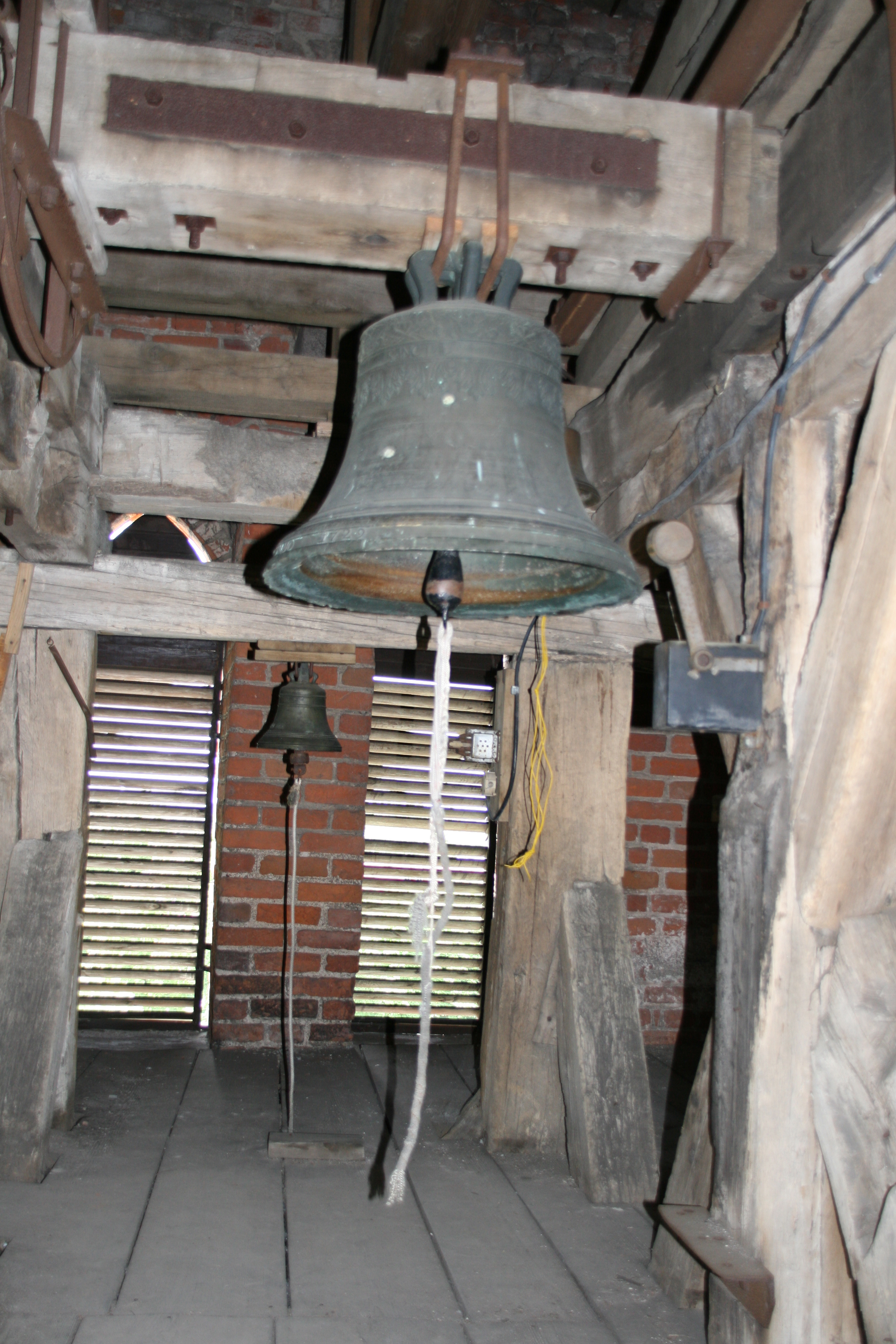
Glocken im Kirchturm von Friedland/Prawdinsk (Juni 2011)

Vor 1945 gehörten zum Kirchspiel Friedland folgende Ortschaften:
| Name (bis 1946) | Russischer Name (seit 1946) |
| --------------- | --------------------------- |
| Battkeim        | –                           |
| Bothkeim        | Tschistopolje               |
| Eichenwäldchen  | –                           |
| Friedlandshof   | –                           |
| Götzlack        | Krutoi Jar                  |
| Grünwalde       | Antonowo                    |
| Hegewald        | –                           |
| Heinrichsdorf   | Rownoje                     |
| Heyde           | Kostjukowka                 |
| Kloschenen      | Lukino                      |
| Lawdt           | –                           |
| Mertensdorf     | Tjomkino                    |
| Postehnen       | Peredowoje                  |
| Sortlack        | –                           |

### Kirchenbücher
Viele Kirchenbücher der Kirchengemeinde Friedland werden heute im Evangelischen Zentralarchiv in Berlin-Kreuzberg aufbewahrt:
- Taufen: 1640 bis 1879
- Trauungen: 1677 bis 1888
- Bestattungen: 1716 bis 1884
- Konfirmationen: 1819 bis 1823

Auch andere kirchenchronikalische Aufzeichnungen sind dort vorhanden.

### Vierter Koalitionskrieg
Im Vierten Koalitionskrieg kommandierte während der Schlacht bei Friedland am 14. Juni 1807 der Oberkommandierende der russischen Truppen General Levin August von Bennigsen – an der Turmbrüstung der Kirche stehend – die russisch-preußischen Truppen gegen Napoleons Armee.

### Seit 1945
In der Zeit der Sowjetunion war kirchliches Leben untersagt. In den 1990er Jahren bildete sich in Prawdinsk eine neue evangelische Gemeinde, die zum Einzugsbereich der Auferstehungskirchengemeinde in Kaliningrad gehört.
In Prawdinsk besteht heute eine russisch-orthodoxe Gemeinde. Sie nutzt die frühere evangelische St.-Georgs-Kirche als Gotteshaus. Prawdinsk gehört zur russisch-orthodoxen Diözese Kaliningrad und Baltijsk.
Die in Friedland geborene Ursula Margarete Kluge (* 26. Juli 1928), geb. Jandt, die seit dem Ende des Zweiten Weltkriegs in Wolfenbüttel lebt, half von 1992 bis 2006 bei den Restaurierungsarbeiten.
Am 27. September 2005 wurde die Kirche vom Metropoliten von Smolensk und Kaliningrad, Kyrill, als russisch-orthodoxes Gotteshaus geweiht.

### Pfarrer bis 1945
Bis 1945 wurde Friedland und das dazugehörige Kirchspiel von jeweils zwei Geistlichen (Pfarr- und Diakonenstelle) betreut:
| - Heinrich Schmidt, bis 1529 - Laurentius Schönwald, 1529 - Gregor Steinbach, ab 1529 - Petrus Prätorius, 1530–1532 - Johannes Pauly, 1532–1537 - Nicolaus Naps, 1533 - Valentin Buge, 1537–1545 - Basilius Kuntz, bis 1543 - George Hofmeister, um 1545 - Michael Will (Eusebius), 1545–1547 - Briccius Lehmann, 1547–1548 - Michael Thiel, ab 1548 - Bonaventura Fischr, ab 1550 - Simon Dewitz, 1550–1559 - Simon Wolrath, 1559–1567 - Johann Morgenstern, 1567–1593 - Erasmus Landenberg, bis 1570 - Sigismund Weier, 1570–1573 - Christoph Schultz, 1573–1581 - Joachim Bliefert, 1593–1602 - Gregorovius Helming, bis 1602 - Martin Bergau, 1602–1612 - Michael Wegner, 1602–1613 - Petrus Conradi, 1612–1620 - Christoph Werner, 1613–1640 - Christian Freymuth, 1621–1646 - Andreas Blanckenburg, 1641–1642 - Johann Brien, 1643–1657 - Christoph Sperber, 1647–1671 - Martin Scheibe, 1657–1677 - Christoph Cramer, 1671–1677 - Johann Grantzau, ab 1677 - George Fischer, 1677–1696 - Christoph Bartholomäus Cramer, 1696–1727 - Christian Störmer, bis 1717 - Johann Fischer, 1720–1739 - Friedrich Sigismund Schmidt, 1727–1735 | - Gottfried Eigenfeld, 1735–1759 - Daniel Reinhold Bock, 1739–1747 - Johann Bernhard Kuhn, 1747–1799 - Johann Daniel Wardemünde, 1755–1771 - Matthias Friedrich Rücker, 1771–1775 - August Hermann Glawe, 1776–1778 - Gottfried Heinrich Sommerey, 1778–1787 - Johann Friedrich Kuschinsky, 1787–1814 - Samuel Heinrich Keber, 1792–1814 - Johann Wilhelm Traugott Pancritius, 1814–1851 - Christian Friedrich Parthey, 1814–1817 - Johann Gottfried Schröder, 1817–1823 - Hans Albert Weiße, 1824–1839 - Johann Adolf Ferdinand Müller, 1839–1855 - Emil Hein, 1851–1871 - Carl August Richard Johann, 1855–1872 - Bernhard Schöllner, 1872–1878 - Eduard Johann H. Erdmann, 1873–1881 - Hugo Rosseck, 1879–1883 - Maximilian Michael Krenz, 1883–1884 - Emil Eschenbach, 1884–1891 - Johann Adalbert Volrad Hübner, 1885–1889 - Karl Richard Grabowski, 1889–1891 - Friedrich Grünhagen, 1891–1906 - Friedrich Johann Rathke, 1893–1895 - Friedrich Karl Gooth. Müller, 1895–1898 - Karl Wilhelm Heinrich Müller, 1898–1902 - Friedrich Otto Bierfreund, 1902–1912 - Gottlieb Heinrich Adolf Richard Rothe, 1907–1928 - Alfred Friedrich Karl Halling, 1912–1913 - Benno Kaleß, ab 1913 - Egon Sprang, 1923–1927 - Siegfried Küchler, 1927–1930 - Walter Schultz, 1928–1934 - Heinrich Geiger, 1930–1934 - Bruno Schiemann, 1934–1945 - Alfred Halling, 1935–1945 |

Seit 1990 gehört die Kirche zur russisch-orthodoxen Eparchie Tschernjachowsk. Die Priester der Kirche seit 1990:
- 1997–2010: Wadim Degtjarjow
- seit 2010: Dmitrij Cholsinjow